# Liste der höchsten Gebäude in Nord- und Zentralamerika

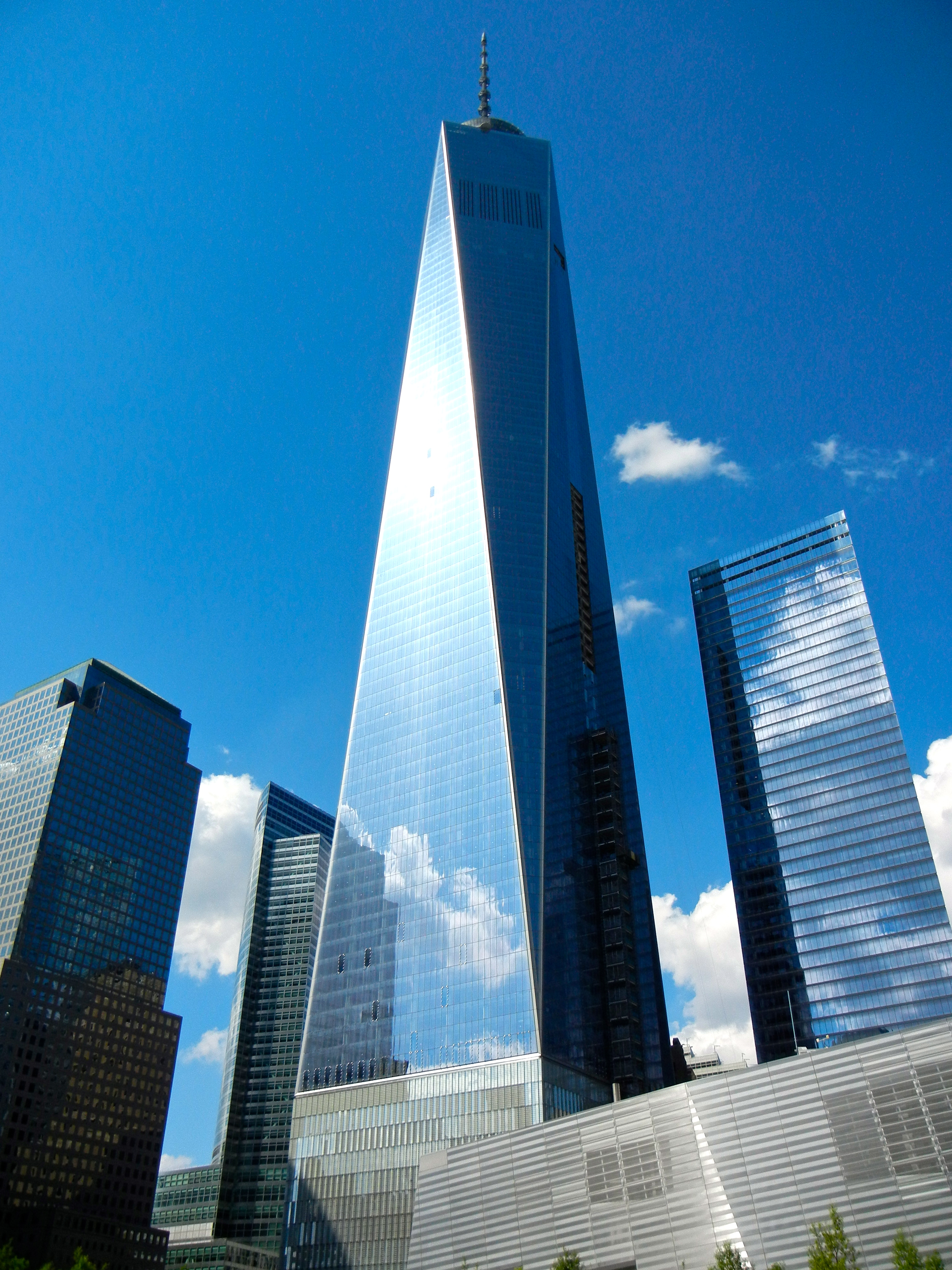
Das One World Trade Center in New York, höchstes Gebäude auf dem gesamten Doppelkontinent

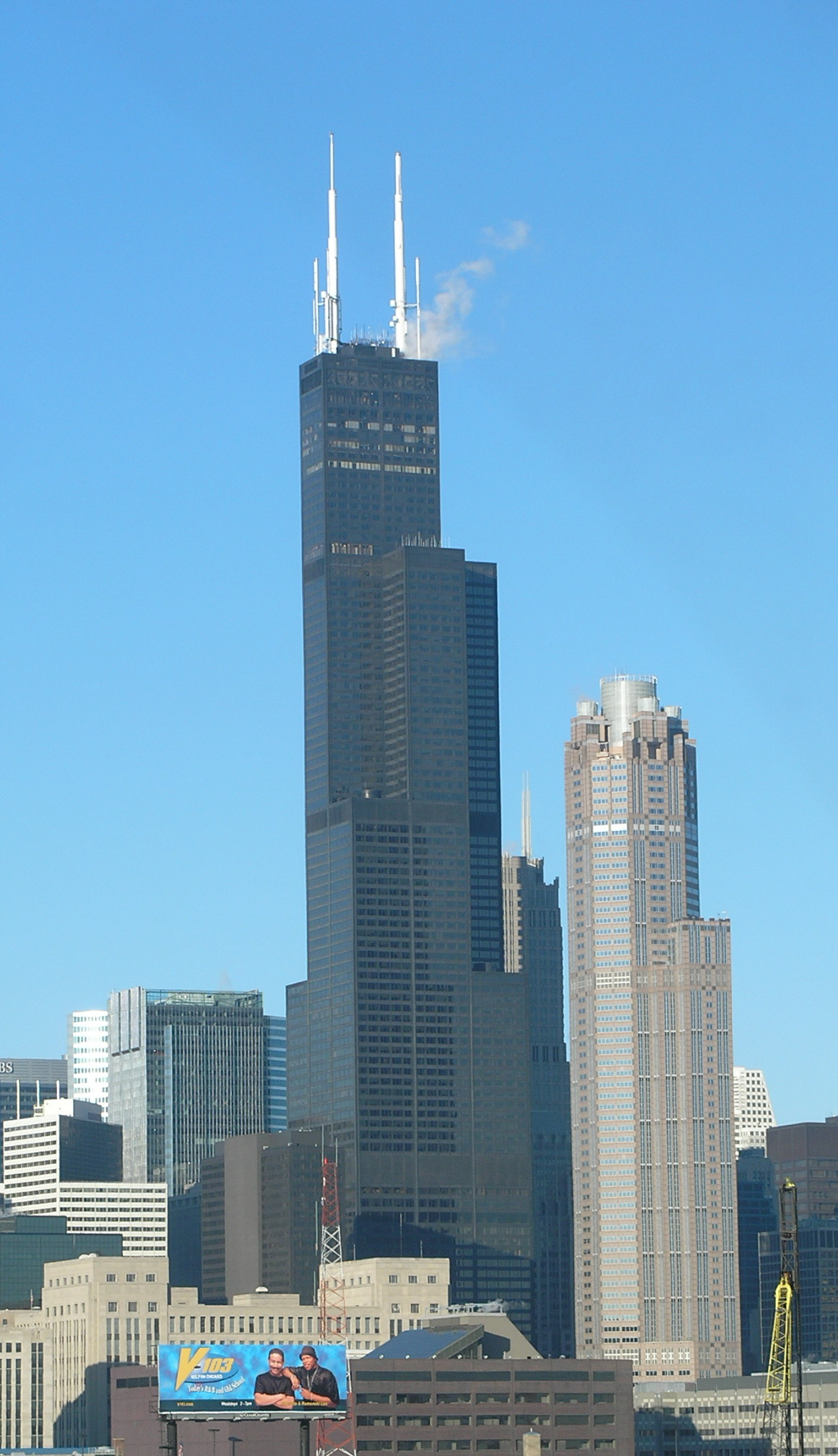
Der 442 Meter hohe Willis Tower, Chicago

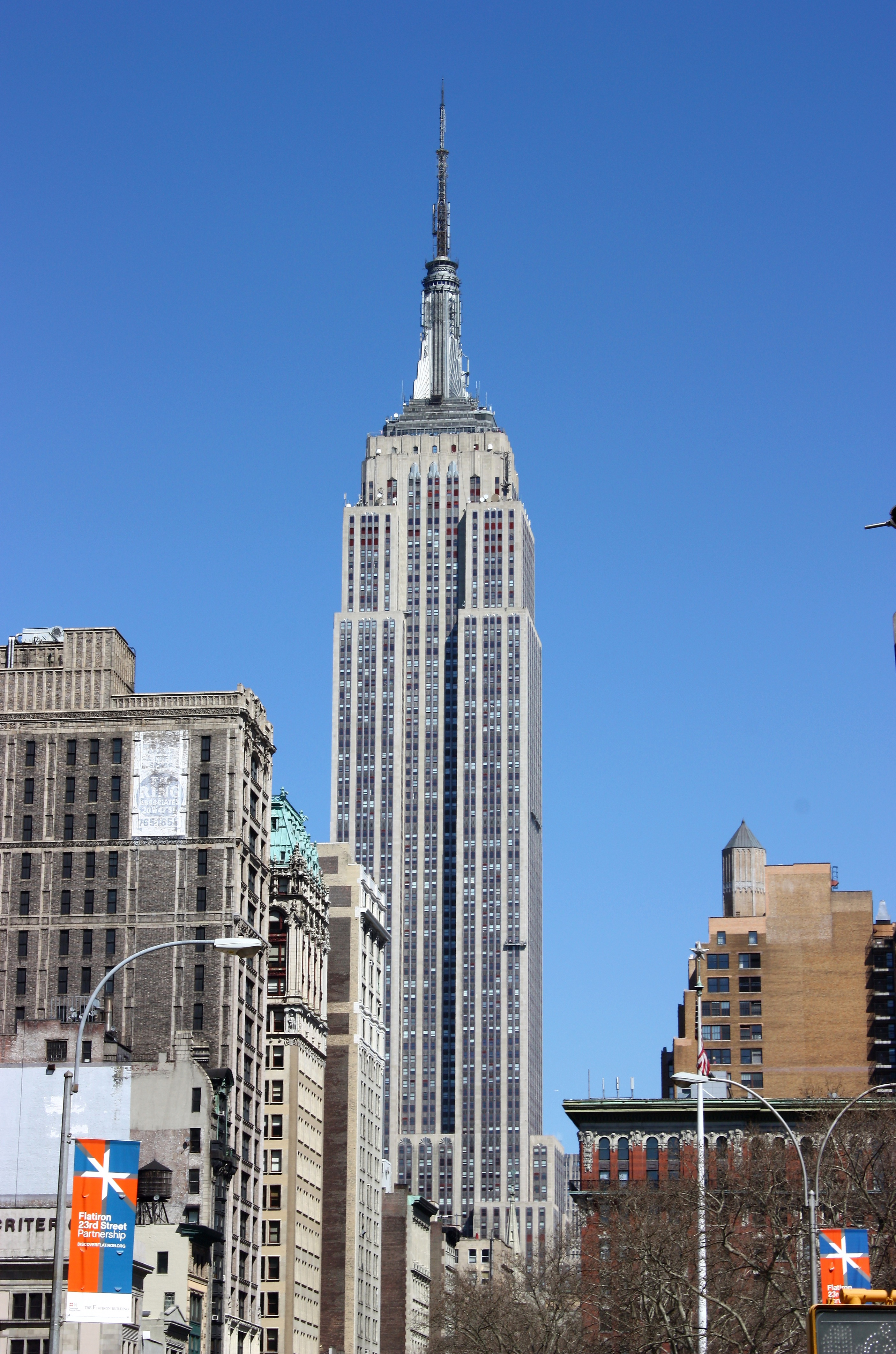
Empire State Building, New York

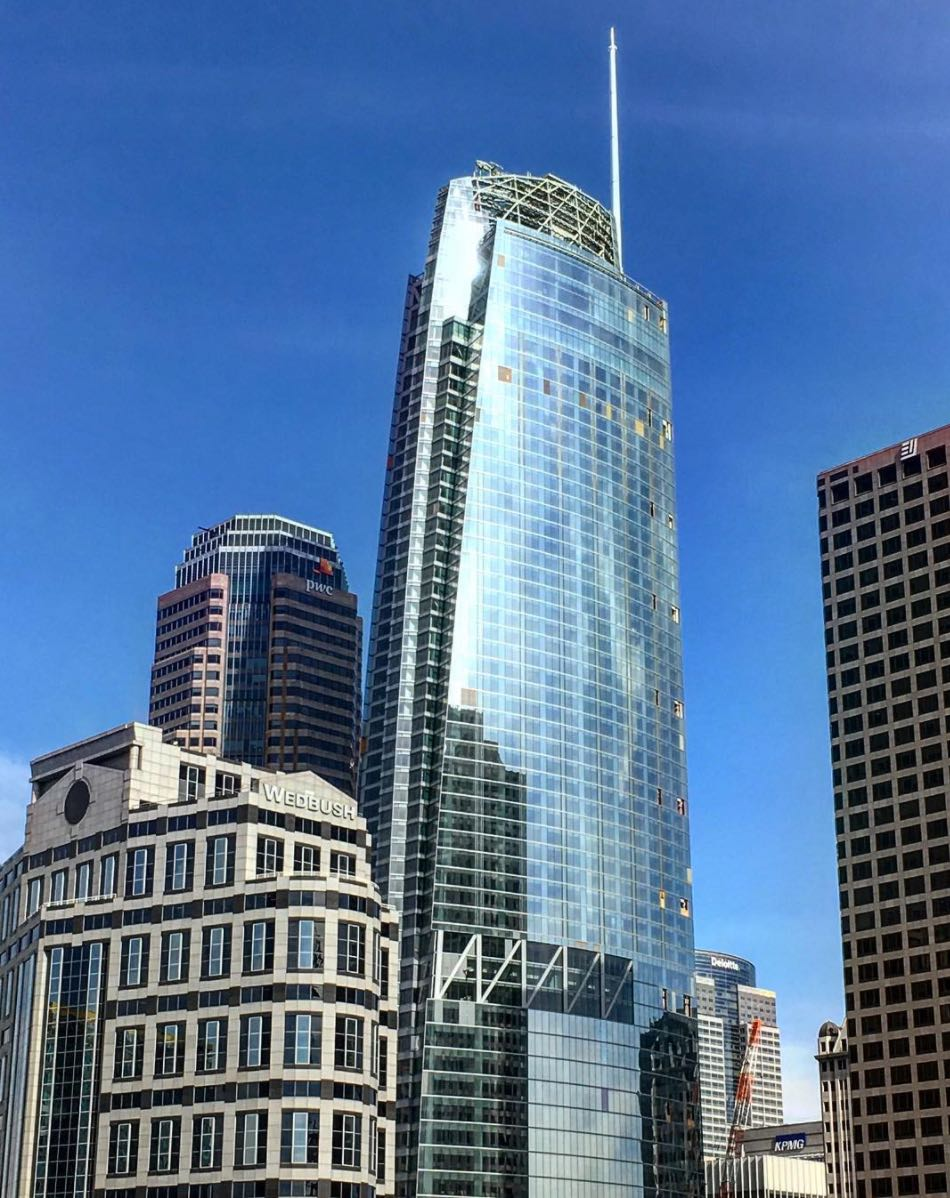
Wilshire Grand Tower, Los Angeles, das höchste Gebäude der Westküste

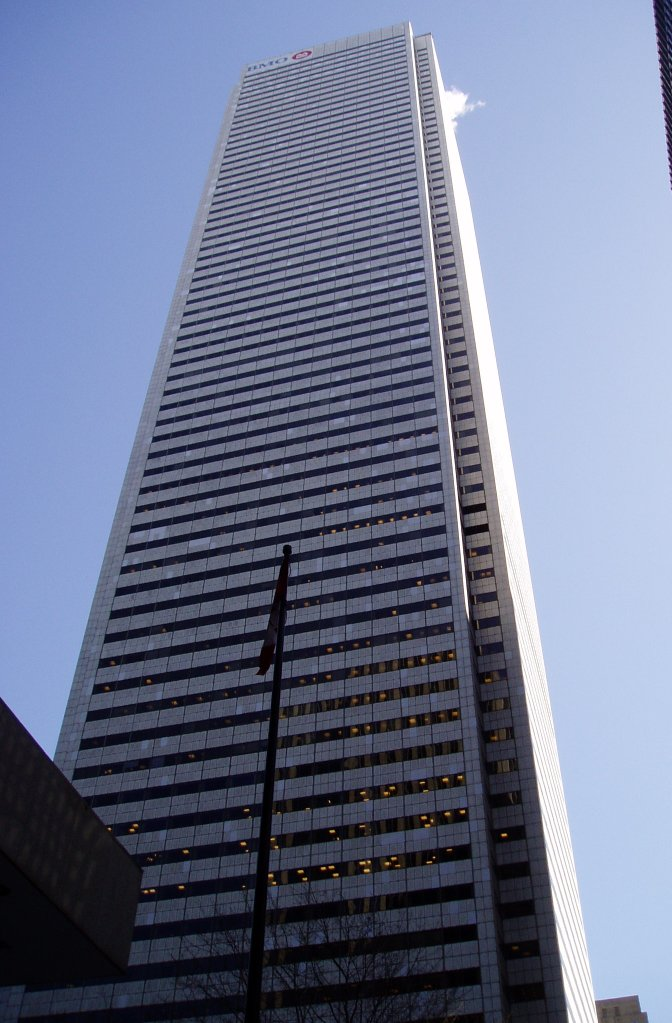
Der 298 Meter hohe First Canadian Place in Toronto ist das höchste Gebäude in Kanada

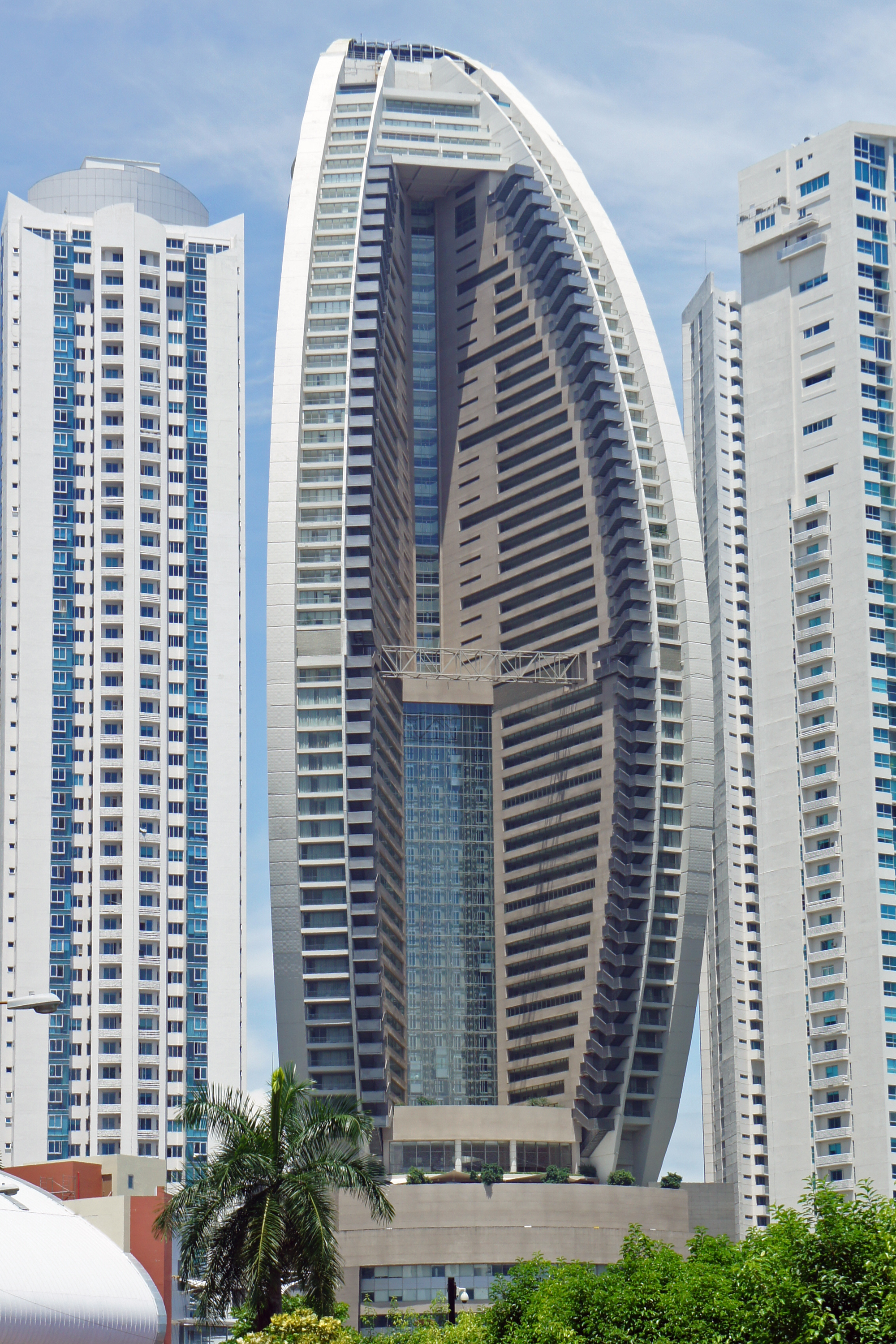
JW Marriott Panama, Panama-Stadt, höchstes Gebäude Lateinamerikas

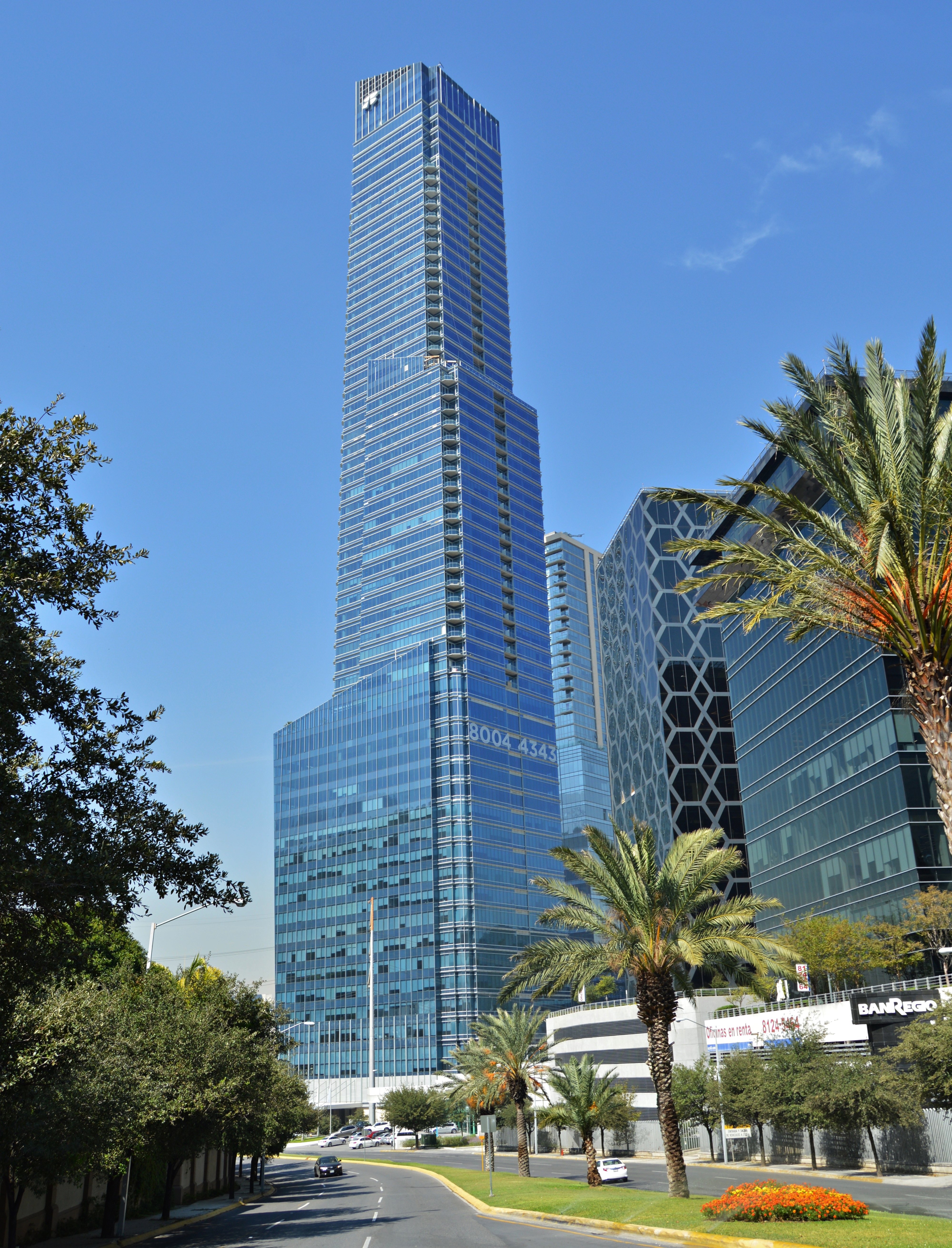
Torre KOI, Monterrey, 2017–2020 höchstes Gebäude Mexikos

Dies ist eine Liste der höchsten Wolkenkratzer von Nord- und Zentralamerika.
In den folgenden Listen werden nur Wolkenkratzer aufgelistet, die höher als 300 Meter sind. Alle Gebäude werden nach der offiziellen Gebäudehöhe aufgelistet. Diese beinhaltet Turmspitzen, da diese Teil der Gebäudearchitektur sind, jedoch keine Antennen, denn diese gehören nicht zur Architektur eines Gebäudes.

## Liste der Wolkenkratzer in Nord- und Zentralamerika (ab 300 Meter)
E. = Etagen, BJ = Baujahr (Jahr der Fertigstellung)
| Nr. | Name                                | Stadt         | Land               | Höhe  | E.  | Status       | BJ           |
| --- | ----------------------------------- | ------------- | ------------------ | ----- | --- | ------------ | ------------ |
| 1   | One World Trade Center              | New York City | Vereinigte Staaten | 541 m | 104 | Bestehend    | 2014         |
| 2   | Torre Rise                          | Monterrey     | Mexiko             | 475 m | 94  | in Bau       | 2026 geplant |
| 3   | Central Park Tower                  | New York City | Vereinigte Staaten | 472 m | 98  | Bestehend    | 2020         |
| 4   | Willis Tower                        | Chicago       | Vereinigte Staaten | 442 m | 108 | Bestehend    | 1974         |
| 5   | 111 West 57th Street                | New York City | Vereinigte Staaten | 436 m | 84  | Bestehend    | 2021         |
| 6   | One Vanderbilt                      | New York City | Vereinigte Staaten | 427 m | 68  | Bestehend    | 2020         |
| 7   | 432 Park Avenue                     | New York City | Vereinigte Staaten | 426 m | 88  | Bestehend    | 2015         |
| 8   | Trump International Hotel and Tower | Chicago       | Vereinigte Staaten | 423 m | 98  | Bestehend    | 2009         |
| 9   | Two World Trade Center              | New York City | Vereinigte Staaten | 403 m | 88  | Bau gestoppt | —            |
| 10  | 30 Hudson Yards                     | New York City | Vereinigte Staaten | 395 m | 73  | Bestehend    | 2019         |
| 11  | Empire State Building               | New York City | Vereinigte Staaten | 381 m | 102 | Bestehend    | 1931         |
| 12  | Bank of America Tower               | New York City | Vereinigte Staaten | 366 m | 55  | Bestehend    | 2009         |
| 13  | Vista Tower                         | Chicago       | Vereinigte Staaten | 365 m | 95  | Bestehend    | 2020         |
| 14  | Aon Center                          | Chicago       | Vereinigte Staaten | 346 m | 83  | Bestehend    | 1973         |
| 15  | Los Faros del Panamá                | Panama-Stadt  | Panama             | 346 m | 80  | Bau gestoppt | —            |
| 16  | 875 North Michigan Avenue           | Chicago       | Vereinigte Staaten | 344 m | 100 | Bestehend    | 1969         |
| 17  | Torre Planetarium I                 | Panama-Stadt  | Panama             | 343 m | 92  | Bau gestoppt | —            |
| 18  | Comcast Technology Center           | Philadelphia  | Vereinigte Staaten | 342 m | 59  | Bestehend    | 2018         |
| 19  | 45 Broad Street                     | New York City | Vereinigte Staaten | 340 m | 64  | Bau gestoppt | 2021         |
| 20  | Wilshire Grand Tower                | Los Angeles   | Vereinigte Staaten | 335 m | 73  | Bestehend    | 2017         |
| 21  | Three World Trade Center            | New York City | Vereinigte Staaten | 329 m | 69  | Bestehend    | 2018         |
| 22  | The Brooklyn Tower                  | New York City | Vereinigte Staaten | 327 m | 93  | Bestehend    | 2022         |
| 23  | Salesforce Tower                    | San Francisco | Vereinigte Staaten | 326 m | 61  | Bestehend    | 2018         |
| 24  | 53W53                               | New York City | Vereinigte Staaten | 320 m | 82  | Bestehend    | 2018         |
| 25  | Chrysler Building                   | New York City | Vereinigte Staaten | 319 m | 77  | Bestehend    | 1930         |
| 26  | New York Times Tower                | New York City | Vereinigte Staaten | 319 m | 52  | Bestehend    | 2007         |
| 27  | Bank of America Plaza               | Atlanta       | Vereinigte Staaten | 317 m | 55  | Bestehend    | 1993         |
| 28  | U.S. Bank Tower                     | Los Angeles   | Vereinigte Staaten | 310 m | 73  | Bestehend    | 1989         |
| 29  | The One                             | Toronto       | Kanada             | 309 m | 85  | in Bau       | 2028 geplant |
| 30  | 50 Hudson Yards                     | New York City | Vereinigte Staaten | 308 m | 78  | Bestehend    | 2022         |
| 31  | 35 Hudson Yards                     | New York City | Vereinigte Staaten | 308 m | 72  | Bestehend    | 2019         |
| 32  | AT&T Corporate Center               | Chicago       | Vereinigte Staaten | 307 m | 60  | Bestehend    | 1989         |
| 33  | One57                               | New York City | Vereinigte Staaten | 306 m | 79  | Bestehend    | 2014         |
| 34  | T.OP 1                              | Monterrey     | Mexiko             | 305 m | 62  | Bestehend    | 2020         |
| 35  | Torre Planetarium II                | Panama-Stadt  | Panama             | 305 m | 82  | Bau gestoppt | —            |
| 36  | JPMorgan Chase Tower                | Houston       | Vereinigte Staaten | 305 m | 75  | Bestehend    | 1982         |
| 37  | One Manhattan West                  | New York City | Vereinigte Staaten | 303 m | 67  | Bestehend    | 2019         |
| 38  | Two Prudential Plaza                | Chicago       | Vereinigte Staaten | 303 m | 60  | Bestehend    | 1990         |
| 39  | Wells Fargo Plaza                   | Houston       | Vereinigte Staaten | 302 m | 71  | Bestehend    | 1983         |
| 40  | 3 Hudson Boulevard                  | New York City | Vereinigte Staaten | 301 m | 66  | Bau gestoppt | —            |

## Liste der Wolkenkratzer in Nord- und Zentralamerika (299-265 Meter)
E. = Etagen, BJ = Baujahr (Jahr der Fertigstellung)
| Nr. | Name                             | Stadt         | Land               | Höhe    | E. | Status    | BJ   |
| --- | -------------------------------- | ------------- | ------------------ | ------- | -- | --------- | ---- |
| 1   | First Canadian Place             | Toronto       | Kanada             | 298 m   | 72 | Bestehend | 1975 |
| 2   | Four World Trade Center          | New York City | Vereinigte Staaten | 297 m   | 72 | Bestehend | 2013 |
| 3   | Comcast Center                   | Philadelphia  | Vereinigte Staaten | 297 m   | 57 | Bestehend | 2008 |
| 4   | 311 South Wacker Drive           | Chicago       | Vereinigte Staaten | 293 m   | 65 | Bestehend | 1990 |
| 5   | 70 Pine Street                   | New York City | Vereinigte Staaten | 290 m   | 67 | Bestehend | 1932 |
| 6   | Key Tower                        | Cleveland     | Vereinigte Staaten | 289 m   | 57 | Bestehend | 1991 |
| 7   | One Liberty Place                | Philadelphia  | Vereinigte Staaten | 288 m   | 61 | Bestehend | 1987 |
| 8   | 30 Park Place                    | New York City | Vereinigte Staaten | 286 m   | 67 | Bestehend | 2016 |
| 9   | Columbia Center                  | Seattle       | Vereinigte Staaten | 285 m   | 75 | Bestehend | 1985 |
| 10  | JW Marriott Panama               | Panama-Stadt  | Panama             | 284 m   | 70 | Bestehend | 2011 |
| 11  | 40 Wall Street                   | New York City | Vereinigte Staaten | 283 m   | 71 | Bestehend | 1930 |
| 12  | Bank of America Plaza            | New York City | Vereinigte Staaten | 281 m   | 72 | Bestehend | 1985 |
| 13  | Torre Vitri                      | Panama-Stadt  | Panama             | 281 m   | 75 | Bestehend | 2012 |
| 14  | Torre KOI                        | Monterrey     | Mexiko             | 280 m   | 65 | Bestehend | 2017 |
| 15  | Citigroup Center                 | New York City | Vereinigte Staaten | 279 m   | 59 | Bestehend | 1977 |
| 16  | The St. Regis Toronto            | Toronto       | Kanada             | 276,9 m | 60 | Bestehend | 2012 |
| 17  | Scotia Plaza                     | Toronto       | Kanada             | 275 m   | 68 | Bestehend | 1988 |
| 18  | Williams Tower                   | New York City | Vereinigte Staaten | 275 m   | 64 | Bestehend | 1983 |
| 19  | 10 Hudson Yards                  | New York City | Vereinigte Staaten | 273 m   | 52 | Bestehend | 2016 |
| 20  | Aura (Toronto)                   | Toronto       | Kanada             | 272 m   | 78 | Bestehend | 2014 |
| 21  | Renaissance Tower                | Dallas        | Vereinigte Staaten | 270 m   | 56 | Bestehend | 1974 |
| 22  | Bicsa Financial Center           | Panama-Stadt  | Panama             | 267 m   | 68 | Bestehend | 2013 |
| 23  | 8 Spruce Street                  | New York City | Vereinigte Staaten | 267 m   | 76 | Bestehend | 2011 |
| 24  | SunTrust Plaza                   | Atlanta       | Vereinigte Staaten | 265 m   | 60 | Bestehend | 1992 |
| 25  | Bank of America Corporate Center | Charlotte     | Vereinigte Staaten | 265 m   | 60 | Bestehend | 1992 |
| 26  | 900 North Michigan Building      | Chicago       | Vereinigte Staaten | 265 m   | 66 | Bestehend | 1989 |

## Unter 265 Meter
(Unvollständig)
- Arts Tower, Panama-Stadt, 264 m, in Bau,  Panama
- Trump World Tower, New York City, 262 m,  Vereinigte Staaten
- Aqua, Chicago, 262 m,  Vereinigte Staaten
- Aon Center, Los Angeles, 262 m,  Vereinigte Staaten
- Water Tower Place, Chicago, 262 m,  Vereinigte Staaten
- Canada Trust Tower, Toronto, 261 m,  Kanada
- Transamerica Pyramid, San Francisco, 260 m,  Vereinigte Staaten
- Devon Energy Tower, Oklahoma City, 259 m,  Vereinigte Staaten
- Comcast Building, New York City, 259 m,  Vereinigte Staaten
- Chase Tower, Chicago, 259 m,  Vereinigte Staaten
- Two Liberty Place, Philadelphia, 258 m,  Vereinigte Staaten
- One Bloor, Toronto 257 m  Kanada
- Park Tower, Chicago, 257 m,  Vereinigte Staaten
- U.S. Steel Tower, Pittsburgh, 256 m,  Vereinigte Staaten
- The Point, Panama-Stadt, 255 m, in Bau,  Panama
- One Atlantic Center, Atlanta, 250 m,  Vereinigte Staaten
- The Legacy at Millennium Park, Chicago, 250 m,  Vereinigte Staaten
- 56 Leonard Street, New York City, 250 m,  Vereinigte Staaten

## Wolkenkratzer nach Stadt
- Liste der höchsten Gebäude in den Vereinigten Staaten
- Liste der höchsten Gebäude in New York
- Liste der höchsten Gebäude in Chicago
- Liste der höchsten Gebäude in Miami
- Liste der höchsten Gebäude in Las Vegas
- Liste der höchsten Gebäude in Kanada
- Liste der höchsten Gebäude in Toronto
- Liste der Hochhäuser in Calgary
- Liste der Hochhäuser in Montreal
- Liste der Hochhäuser in Ottawa
- Liste der höchsten Gebäude in Vancouver
- Liste der höchsten Gebäude in Mexiko